# Абросимова, Елена Антоновна
Елена Антоновна Абросимова (род. 1967) — доктор юридических наук (2014), доцент (2010) и заведующая кафедрой коммерческого права и основ правоведения Московского государственного университета; эксперт комитета по делам общественных и религиозных объединений Государственной Думы РФ (1995—2013); член координационного совета при председателе Совета Федерации.

## Биография
Елена Абросимова родилась в 1967 году.
В 1989 году окончила юридический факультет Московского государственного университета имени М. В. Ломоносова (с отличием) и поступила в аспирантуру. В 1994 году успешно защитила кандидатскую диссертацию, написанную под руководством Екатерины Гендзехадзе, на тему «Благотворительные организации в Российской Федерации (гражданско-правовые аспекты)». В период с 1995 по 2013 год являлась экспертом Государственной думы России — консультировала думский комитет по делам общественных и религиозных объединений.
С 2001 года Абросимова читает студентам МГУ специальный курс «Некоммерческие организации в торговом обороте» (переименован в «Организаторы торгового оборота»), к которому ею было написано отдельное учебное пособие. В 2009 году возглавила студенческий кружок «Коммерческое право», возобновивший свою работу в том же году. В 2010 году она стала доцентом на кафедре коммерческого права и основ правоведения; два года спустя вошла в состав правления «Центра развития юридических клиник», основанного годом ранее. В сентябре 2014 года успешно защитила докторскую диссертацию, консультантом которой являлся профессор Борис Пугинский, на тему «Организаторы торгового оборота: правовой статус и функциональное назначение».
В 2014 году Абросимова также стала исполняющей обязанности заведующей кафедрой коммерческого права и основ правоведения; в следующем году заняла данный пост на постоянной основе — продолжала оставаться во главе кафедры и в 2019 году. Проводила семинары начинающих преподавателей и аспирантов по интерактивным методикам обучения правоведению; осуществляла научное руководство исследованиями аспирантов.
По состоянию на 2019 год Елена Абросимова входила в состав рабочей группы по мониторингу правоприменения и совершенствованию законодательства о некоммерческих организациях, созданной совместно Министерством юстиции России и СПЧ РФ; также являлась членом координационного совета при председателе Совета Федерации РФ. Возглавляла жюри секции «Гражданское право», проходившей как часть Всероссийской студенческой юридической олимпиады. Она также входила в два диссертационных совета: на юридическом факультете МГУ («гражданское право, предпринимательское право») и в Институте государства и права РАН.

## Работы
Абросимова является автором и соавтором более полутора сотен научных работ, посвящённых как законодательству о некоммерческих организациях (детально исследовавших правовой статус российских благотворительных организаций), так и организации оптовой торговли товарами и биржевой торговли; работы выходили как на русском, так и на английском языках; среди них была монография «Юридические аспекты деятельности некоммерческих организаций» (2000) и учебник «Организаторы торгового оборота» (2011).
- «Правовые инициативы некоммерческих организаций в России» (М., 1999)[2]
- «Юридические аспекты деятельности некоммерческих организаций» (2000)[3]
- «Организаторы торгового оборота» (2011)[4].
- Социальное предпринимательство и социальная ответственность малого бизнеса: мифы и реальность // Журнал предпринимательского и корпоративного права, № 3, июль-сентябрь 2016.
- Функции Торгово-промышленных палат по организации торгового оборота // Актуальные проблемы коммерческого права. 2007. — № 3. — С. 74—87.
- Законодательство о некоммерческих организациях: российская история и зарубежный опыт // Закон, 2003, № 10, с. 77—86.